# Mark Coe
Mark Sterlyn Coe (16 de agosto de 1975) es un psicólogo especialista en psicología clínica reconocido por sus investigaciones sobre la depresión y sus conocimientos en Psicología del desarrollo.

## Biografía
Mark Coe nació el 16 de agosto de 1975 en Darlington, Carolina del Sur. Mostrando su interés por la psicología desde una edad muy temprana. En el año de 1996 se gradúa como psicólogo en la Universidad Clemson. Decidió continuar sus estudios especializándose en psicología Clínica en la Universidad DePaul terminando en el año 2003. Allí permaneció estudiando y trabajando hasta el año 2006 cuando decide volver a Carolina del Sur.

## Origen académico
Cuando inició sus estudios en la Universidad Clemson quedó impresionado con los estudios que realizó Aaron T. Beck, autor que le permitió conocer la problemática de la depresión y además evaluar como esta se estaba convirtiendo en una enfermedad muy común en la actualidad.
Profundizó en las teorías de Jean Piaget, Lev Vygotski (1896-1934), Marsha M. Linehan y George Armitage Miller.
Realizó varios estudios sobre el desarrollo de la moral en los niños, basándose en las investigaciones de Jean Piaget y Lawrence Kohlberg sobre este tema.

### Investigación de Coe
Actualmente lidera procedimientos terapéuticos contra la depresión valiéndose de la terapia cognitivo-conductual. Elaboró varias investigaciones que le permitieron adquirir nuevos conocimientos para aplicarlos a las psicoterapias. Sus estudios sobre la depresión y la Psicología del desarrollo cuentan con reconocimiento en el ámbito clínico, lo que ha facilitado que nuevas investigaciones se puedan iniciar.